# Uzra Zeya
Uzra Zeya est une diplomate américaine qui est sous- secrétaire d'État à la sécurité civile, à la démocratie et aux droits de l'homme dans l'administration Biden depuis juillet 2021.

## Jeunesse et éducation
Zeya est née à Chapel Hill en Caroline du Nord, d'immigrants du Bihar, en Inde,,. La sœur de Zeya, Rena Golden ( née Rena Shaheen Zeya), est décédée en 2013 des suites d'un lymphome. Zeya est diplômée de la School of Foreign Service de l'université de Georgetown.

## Carrière
Uzra Zeya a travaillé comme diplomate au service extérieur des États-Unis pendant 27 ans. Sous l'administration Obama, Zeya a été secrétaire adjointe par intérim et sous-secrétaire adjointe principale au Bureau de la démocratie, des droits de l'homme et du travail. Elle a également travaillé à l'ambassade des États-Unis à Paris de 2014 à 2017.
En 2018, Zeya a écrit dans Politico qu'elle avait quitté le département d'État après n'avoir pas été promue parce qu'elle n'avait pas réussi le "test Breitbart" de l'administration Trump en raison de sa race et de son sexe.
De 2019 à 2021, Zeya a été présidente et chef de la direction de l'Alliance for Peacebuilding, un réseau d'organisations œuvrant pour mettre fin aux conflits violents dans le monde.

### Administration Biden
Le président Biden a nommé Zeya au poste de sous-secrétaire d'État à la sécurité civile, à la démocratie et aux droits de l'homme au début de 2021. Des auditions ont eu lieu devant la comité des affaires étrangères du Sénat des États-Unis sur la nomination le 15 avril 2021. La commission a rendu compte favorablement de la nomination au Sénat le 21 avril 2021. Zeya a été confirmée le 13 juillet 2021, par un vote de 73-24.
Zeya a pris ses fonctions le 14 juillet 2021.

### Mandat
Le 20 décembre 2021, Zeya a été désignée par le secrétaire d'État Antony Blinken pour servir simultanément de coordonnatrice spéciale des États-Unis pour les questions tibétaines , avec effet immédiat. Zeya a rencontré le dirigeant tibétain en exil Penpa Tsering à Washington, DC, le 25 avril 2022, lors de la première d'une série de réunions visant à promouvoir les libertés au Tibet. Le 18 mai 2022, Uzra Zeya a visité Dharamsala en Inde. Le lendemain, elle est reçu en audience par le 14e dalaï-lama en présence de Penpa Tsering, du ministre Norzin Dolma et du représentant Namgyal Choedup. Le 9 juillet 2023, à New Delhi, au sein d'une délégation américaine comprenant Donald Lu (en), secrétaire adjoint pour les affaires d'Asie du Sud et centrale, l'ambassadeur américain Eric Garcetti et l'administrateur adjoint adjoint de l'USAID, Anjali Kaur, Uzra Zeya rencontre à nouveau le dalaï-lama, accompagné de responsables de l'administration centrale tibétaine, dont Penpa Tsering, Norzin Dolma, et de Tencho Gyatso, présidente de la Campagne internationale pour le Tibet.

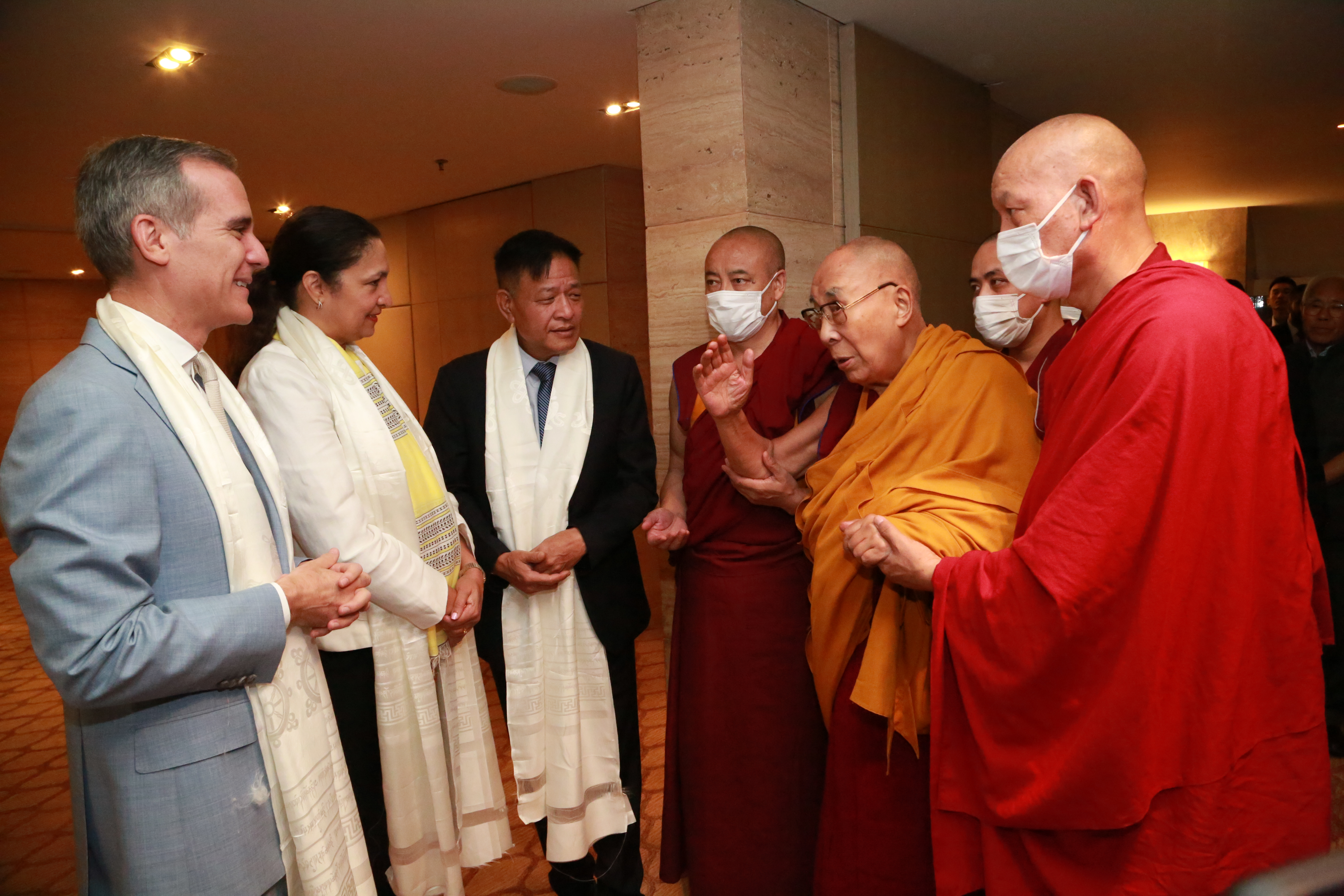
Eric Garcetti, Uzra Zeya, Penpa Tsering et le 14e dalaï-lama à New Delhi le 9 juillet 2023.

## Vie privée
Zeya parle arabe, français et espagnol.